# Mario Sosa
Mario Sosa Casquero (1910 - data de morte desconhecida) foi um futebolista cubano.

## Carreira
Mario Sosa fez parte do elenco da histórica Seleção Cubana de Futebol que disputou a Copa do Mundo de 1938.

## Ligações Externas
- Perfil em Fifa.com (em inglês)